# Dinotrema consuetum
Dinotrema consuetum är en stekelart som beskrevs av Vladimir Ivanovich Tobias 2007. Dinotrema consuetum ingår i släktet Dinotrema och familjen bracksteklar. Inga underarter finns listade i Catalogue of Life.